# 吕瑟希尔市镇

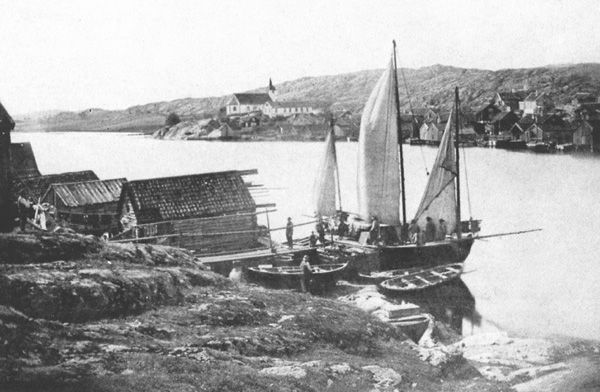
1900年前后从Fiskebäckskil寄出的一封明信片。

吕瑟希尔市镇是瑞典西部西约塔兰省的一个市镇。其治所位于吕瑟希尔。